# 源宗治
源 宗治（みなもと の むねはる、元応元年（1319年） - 康永4年/興国6年（1345年）2月）は、南北朝時代の公家。後嵯峨源氏、宗尊親王の孫、早田宮真覚の子。後醍醐天皇の猶子。官位は従三位・左近衛中将。

## 経歴
臣籍降下して源朝臣姓を与えられ、後醍醐天皇の猶子となる。左近衛中将を経て、建武政権末の建武3年（1336年）正月に従三位に叙せられ公卿に列し、宮三位中将と称された。
建武政権瓦解後は九州地方で南朝方として活動するが、 康永4年/興国6年（1345年）2月に薨去。享年27。

## 官歴
『公卿補任』による。
- 時期不詳：臣籍降下（源朝臣）
- 時期不詳：左近衛中将
- 建武3年（1336年） 正月26日：従三位、左中将如元
- 康永4年/興国6年（1345年） 2月：薨去